# Rumex transbaicalicus
Rumex transbaicalicus är en slideväxtart som beskrevs av K. H. Rechinger. Rumex transbaicalicus ingår i släktet skräppor, och familjen slideväxter. Inga underarter finns listade i Catalogue of Life.